# Rosse tijgerroerdomp
De rosse tijgerroerdomp (Tigrisoma lineatum) is een vogel in de familie van de reigers. De soort kan worden onderscheiden in twee ondersoorten en komt uitsluitend in Centraal- en Zuid-Amerika voor.

## Kenmerken
De rosse tijgerroerdomp is een middelgrote reigersoort en kan een lichaamslengte van tussen de 66 en 76 centimeter bereiken. Er is geen sprake van opvallende seksuele  dimorfie.
De kop en de lange, naar verhouding dikke nek zijn kastanje- tot kaneelbruin. De snavel is met maximaal een lengte van maximaal 10 centimeter relatief lang. De kleur varieert afhankelijk van leeftijd en jaargetijde; de kleurverandering is nog niet voldoende begrepen. In het algemeen is de bovensnavel donker en de ondersnavel iets lichter. De huid aan de basis van de snavel is geel. De irides zijn geel tot lichtbruin. Langs de hals loopt een lange bruine streep, die aan beide zijden aan witte stroken grenst. De rug en de staart zijn zwartgroen en de vleugels donkergrijs. Zowel de rug als de vleugels hebben een zeer fijne bruine lijn- en vlekpatroon, dat zich bij de kop uitbreidt. De buik is grijs met een lichte okerkleurige toon. De benen, met hun naar verhouding lange poten, zijn olijf- tot zwartkleurig aan de voorzijde en groen aan de achterzijde.

## Verspreiding en habitat
De rosse tijgerroerdomp komt uitsluitend in Centraal- en Zuid-Amerika voor. Hij broedt in het noorden van Guatemala, het zuidoosten van Honduras, Oost-Nicaragua, Costa Rica, Colombia, Zuidwest-Ecuador, in het oosten van de Andes in Venezuela, in Guayana en Suriname, Trinidad en Tobago, Brazilië, Bolivia, Paraguay, Noord-Uruguay en Noordoost-Argentinië. De rosse tijgerroerdomp is een sedentaire vogel.
De habitat van deze soort bestaat uit tropisch bosmoeras in laagland. De vogel wordt veel aangetroffen in de grote moerasgebieden van Zuid-Amerika. Af en toe wordt hij ook aangetroffen in moerassige bossen aan de voet van de Andes.
De soort telt twee ondersoorten:
- T. l. lineatum: van Honduras tot noordoostelijk Bolivia en amazonisch Brazilië.
- T. l. marmoratum: van zuidoostelijk Bolivia tot zuidelijk Brazilië en noordelijk Argentinië.

## Gedrag
Rosse tijgerroerdompen zoeken hun voedsel vooral 's nachts en in de vroege ochtend. Ze loeren rustig naar hun prooi alvorens ze toeslaan. Het is een solitaire soort die in het gunstige geval in paren wordt waargenomen. Hij verdedigt zijn territorium zeer goed gekozen, ook tegen andere reigersoorten. Met name met fluitreigers kan het tot energieke conflicten komen. De rosse tijgerroerdomp doet zich met name tegoed aan vis, sprinkhanen, waterkevers, libellenlarven en ook slangen.
De voortplanting is nog niet zorgvuldig onderzocht. Het broedseizoen lijkt te variëren, afhankelijk van het verspreidingsgebied. De rosse tijgerroerdomp nestelt alleen en bouwt zijn nest in hoge bomen. Het legsel bestaat meestal uit twee eieren en wordt alleen door het vrouwtje uitgebroed. De incubatieperiode is 31 tot 34 dagen. Beide ouders voeden de jongen.

## Status
De grootte van de populatie is in 2022 geschat op 50.000 tot 500.000 volwassen vogels. Op de Rode lijst van de IUCN heeft deze soort de status niet bedreigd.